# Cabut daurat
El cabut daurat (Capito auratus) és una espècie d'ocell de la família dels capitònids (Capitonidae) que habita l'Amazònia nord-occidental, a Bolívia, estats occidental de Brasil, Colòmbia, Equador, Perú i Veneçuela.